# Pentelicus aldrichi
Pentelicus aldrichi är en stekelart som beskrevs av Howard 1895. Pentelicus aldrichi ingår i släktet Pentelicus och familjen sköldlussteklar. Inga underarter finns listade i Catalogue of Life.